# Stenopsyche taiwanensis
Stenopsyche taiwanensis är en nattsländeart som beskrevs av Weaver 1987. Stenopsyche taiwanensis ingår i släktet Stenopsyche och familjen Stenopsychidae. Inga underarter finns listade i Catalogue of Life.